# Escola de administração de empresas de Pequim
A escola de administração de empresas de Beijing foi fundada em 1950 e foi uma das principais faculdades estabelecidas pelo governo chinês para treinar estudantes em economia e administração. Foi anexado ao Ministério do Comércio Interno, que agora é conhecido como Ministério do Comércio da República Popular da China. A Escola foi uma das primeiras faculdades com autoridade para conceder aos alunos um mestrado. Em 1996, a escola de administração de empresas de Pequim e a Escola de Indústria Leve de Pequim combinaram-se para se tornar a Universidade de Tecnologia e Negócios de Pequim.